# コーリー・ドマコウスキー
コーリー・ドマコウスキー（Corey Domachowski、1996年9月11日 - ）は、ユナイテッド・ラグビー・チャンピオンシップ、カーディフ・ラグビーに所属するラグビー選手。

## プロフィール
- ウェールズ・チャーチヴィレッジ出身[1]。
- ポジションはプロップ(PR)。
- 身長 183cm、体重 124kg
- U20ウェールズ代表に選ばれたことがある[2]。
- ウェールズ代表キャップは6（2024年2月現在）でラグビーワールドカップ2023のウェールズ代表に選ばれた[3]。

## 略歴
2015年、カーディフ・ブルーズ(現:カーディフ・ラグビー)に加入。